# Uline (empresa)
Uline es una empresa estadounidense privada que ofrece productos para empaque y otros suministros comerciales. Fue fundada en 1980 por Richard y Elizabeth Uihlein. Tiene más de 7,000 empleados y tiene su sede en Pleasant Prairie, Wisconsin. Tiene centros de distribución en los Estados Unidos, Canadá y México. La compañía se ha destacado por las controversias relacionadas con la pandemia de COVID-19 y el extenso gasto político de los Uihlein.

## Historia
Uline fue fundada en 1980 por Elizabeth "Liz" y Richard "Dick" Uihlein después de heredar dinero de la fortuna de la cervecería Schlitz. Después de reconocer la necesidad local de un distribuidor de suministros para envíos, los Uihlein iniciaron Uline desde su sótano. El primer producto de la empresa fue reductor de cajas de cartón H-101. Su éxito permitió a los Uihlein mudarse a una nueva sede en Waukegan, Illinois.
Durante las décadas de 1980 y 1990, Uline se expandió. Se iniciaron operaciones en Minnesota, California y Nueva Jersey. Uline vendió más de 4,000 productos, todos detallados en su extenso catálogo de productos.
En la década de 2000, Uline inició operaciones en México y Canadá, y abrió centros de distribución en Illinois, Texas, Georgia, Wisconsin y Pensilvania. El catálogo de Uline creció a 450 páginas y en ese momento ofrecía más de 17,000 productos.
En 2008, Uline anunció que estaba construyendo una nueva sede en Pleasant Prairie, Wisconsin. Esta medida estuvo motivada en parte por los vínculos de los Uihlein a Wisconsin; la familia de Dick Uihlein había vivido en Milwaukee y trabajado en la Joseph Schlitz Brewing Company, además la pareja posee una casa y un restaurante en Manitowish Waters. El gobernador de Wisconsin, Jim Doyle, esperaba que 1,000 puestos de trabajo se trasladaran al sureste de Wisconsin y prometió $6 millones para apoyar la este proceso. La sede central de más de 809,000 metros cuadrados abrió en el verano de 2010, cuenta con oficinas para el personal de Uline y un almacén de 93,000 metros cuadrados que suministra productos a los centros de distribución. Debido al creciente crecimiento, en 2014 se anunció una expansión que consistía en un segundo edificio de oficinas y almacén. La construcción comenzó a principios de 2016 y se completó en 2017. La expansión generó alrededor de 800 puestos de trabajo adicionales en Pleasant Prairie.
En 2019, Uline comenzó a considerar una segunda gran expansión con dos centros de distribución más con un área combinada de más de 158,000 metros cuadrados. Los centros de distribución complementarían dos centros de distribución de Uline existentes en Pleasant Prairie.

## Operaciones
La empresa es propiedad de la familia Uihlein y está establecida como una flow-thru entity, una entidad legal en el que los ingresos de la empresa se consideran ingresos de los dueños. Liz Uihlein se desempeña como presidenta y directora ejecutiva, su esposo, Dick Uihlein, es presidente de la junta directiva sus hijos son ejecutivos de la compañía, y el hermano de Dick Uihlein, Steve, se funge como vicepresidente.
En 2014, se estimó que la compañía tenía $2 mil millones en ingresos y más de 6,000 empleados. ProPublica estima que la empresa obtuvo casi mil millones de dólares en ganancias en 2018. Para febrero de 2020, la empresa informó tener más de 6,700 empleados y más de 5,800 millones de dólares en ingresos. La empresa tiene un código de vestimenta conservador, con corbatas obligatorias para los hombres, pantimedias y faldas para las mujeres entre noviembre y abril, y se desalienta a empleados a llevar tatuajes.

### Marketing
Una importante herramienta de marketing de Uline es su catálogo de productos, que se ha producido desde su fundación. Es enviado por correo dos veces al año, tiene 800 páginas y anuncia más de 37,500 productos. Uline también depende de una amplia publicidad en línea. Liz Uihlein escribe con frecuencia mensajes para el catálogo, algunos de los cuales reflejan sus puntos de vista políticos.

### Sede y centros de distribución

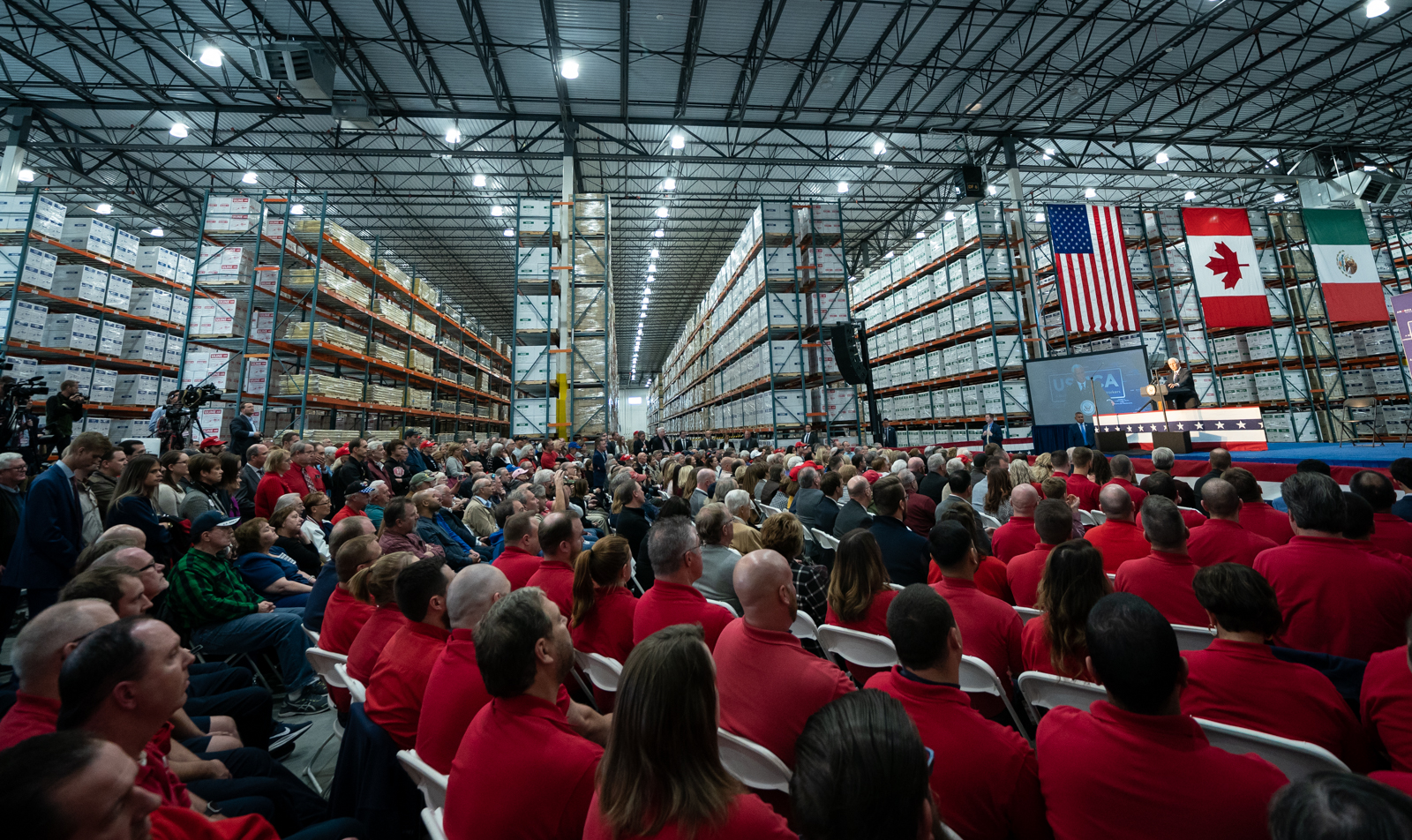
Trabajadores de Uline en un almacén en Pleasant Prairie escuchando al vicepresidente de EE. UU., Mike Pence, hablar sobre el tratado de libre comercio entre México, Estados Unidos y Canadá en 2019.

Para mayo de 2020, Uline tenía centros de distribución en Estados Unidos en las ciudades de Allentown, Pennsilvania; Braselton, Georgia; Coppell, Texas; Hudson, Wisconsin; Kenosha, Wisconsin; Lacey, Washington; Ontario, California; Reno, Nevada; y su sede principal en Pleasant Prairie, Wisconsin. En Canadá también cuenta con dos centros de distribución en las ciudades de Milton, Ontario y Edmonton, Alberta; y dos centros de distribución en México, en las ciudades de Mexicali y Apodaca.

## Política
Liz y Richard Uihlein son grandes donadores a las causas conservadoras y republicanas. La empresa y sus empleados también han realizado importantes donaciones a comités de acción política conservadores y de afiliación republicana; estuvieron entre los mayores contribuyentes a las campañas políticas durante el ciclo electoral de 2020, contribuyendo con más de $31 millones de dólares hasta junio de 2020.

### Pandemia de COVID-19
El 13 de marzo de 2020, en medio de la pandemia de COVID-19, Liz Uihlein escribió en un correo electrónico a los legisladores que la gravedad del virus estaba siendo exagerada en los medios: "¿En qué momento volvemos a nuestra vida normal? Esto ha sido un gran desorden". Reiteró su escepticismo sobre el COVID-19 en una entrevista de septiembre de 2020. La compañía y los Uihlen presionaron para que se destituyera al gobernador demócrata de Wisconsin, Tony Evers, citando su respuesta a la pandemia.
En noviembre de 2020, Liz Uihlein envió un correo electrónico a toda la empresa en el que decía que ella y Dick Uihlein habían contraído COVID-19. A finales de febrero de 2021, The Guardian informó que la empresa había experimentado una tasa de infección del 14%, en comparación con una tasa general del 8.7% en el condado de Kenosha, Wisconsin, donde tiene su sede.